# Hoa mười giờ
Hoa mười giờ hay rau sam hoa lớn (danh pháp hai phần: Portulaca grandiflora) là một loài cây thân mọng nước, nhỏ, nhiều nhánh và lớn nhanh trong họ Rau sam (Portulacaceae). Tên gọi mười giờ là do hoa của nó thường chỉ nở từ khoảng 8,9 giờ đến 10 giờ sáng trong ngày. Là loại cây thân thảo, cao khoảng 10–15 cm. Lá hình dải hơi dẹt, dài 1,5–2 cm, mép nguyên, thân có màu hồng nhạt, lá có màu xanh nhạt.
Loài thực vật này có nguồn gốc Nam Mỹ, nhưng được trồng rộng rãi trong các khu vực ôn đới vì cây này phát triển rất tốt ở vùng này. Hoa mười giờ cũng được sử dụng trong vai trò của cây trồng một năm theo luống trong vườn. Hoa mọc sát mặt đất và rất sặc sỡ, với màu sắc có thể là đỏ, cam, hồng, trắng hay vàng.
Theo tạp chí Birds & Blooms, tháng 6 năm 2006 thì "nó được đưa vào các khu vườn của châu Âu khoảng 300 năm trước và sau đó nhanh chóng trở nên phổ biến vì các tính chất y học của nó, bao gồm làm mất đi tiếng nghiến răng, co thắt cơ và làm dịu vết bỏng do thuốc súng".
Loài cây này thích hợp với chỗ đất ráo nước và nhiều nắng.
Tại Việt Nam, nó được trồng làm một loại cây cảnh. Trong Đông y người ta cũng dùng nó trong điều trị một số bệnh như viêm họng, eczema, ghẻ, mụn nhọt v.v...
Cây này có tên "hoa mười giờ" có lẽ vì hoa chỉ nở khi nắng cao lúc đứng bóng khoảng "mười giờ" rồi lại khép lại vào buổi chiều.

## Hình ảnh

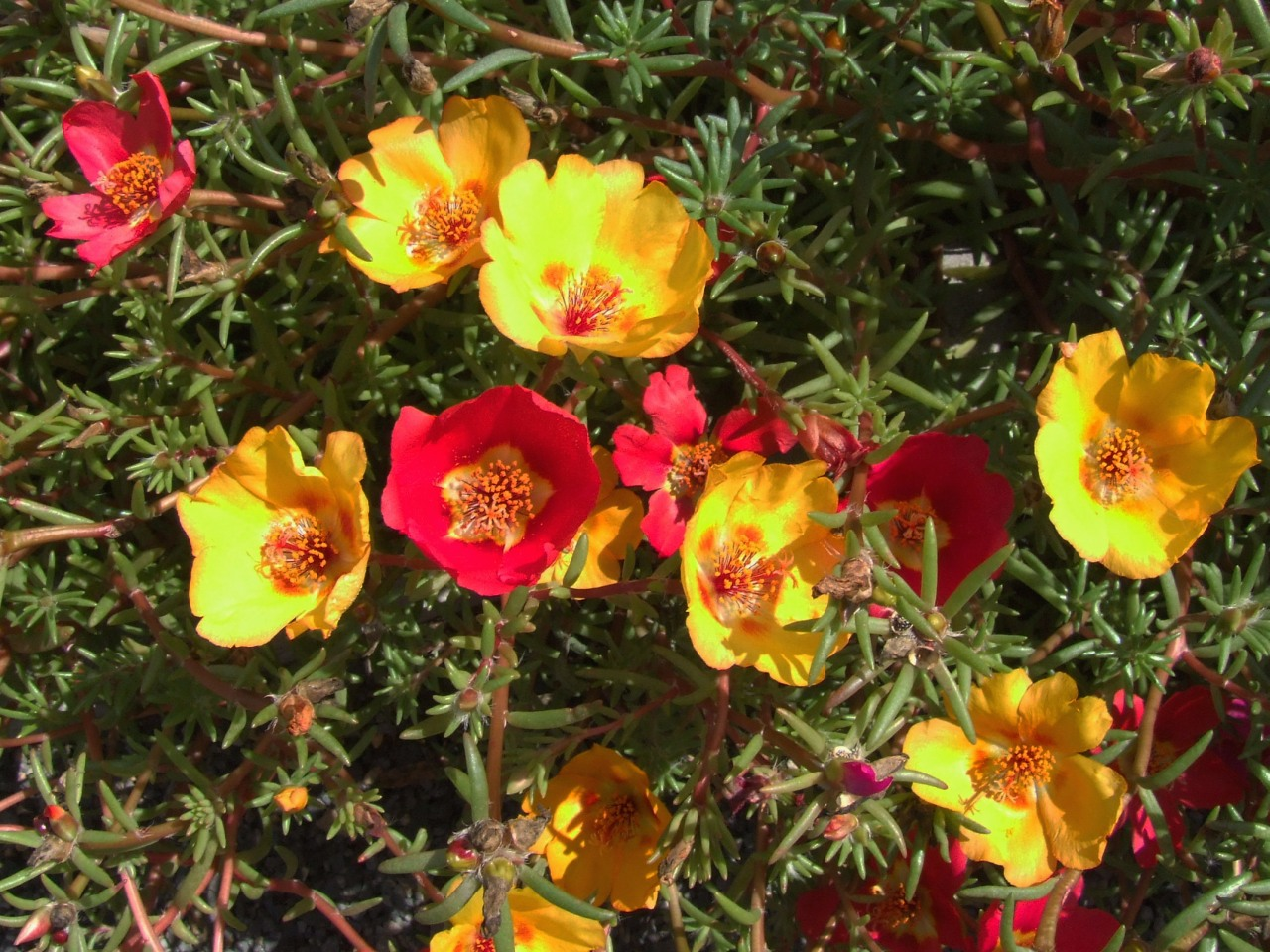
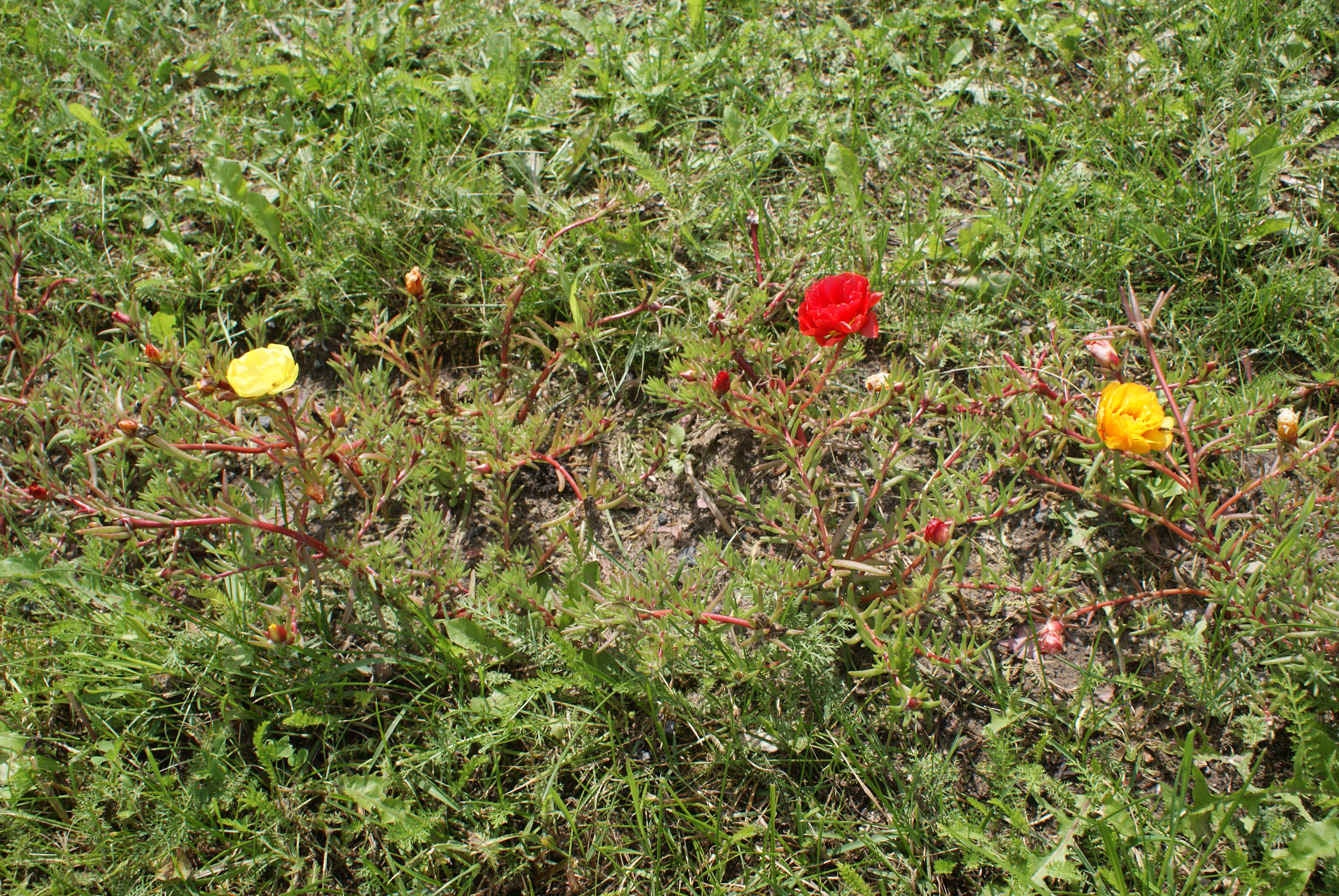
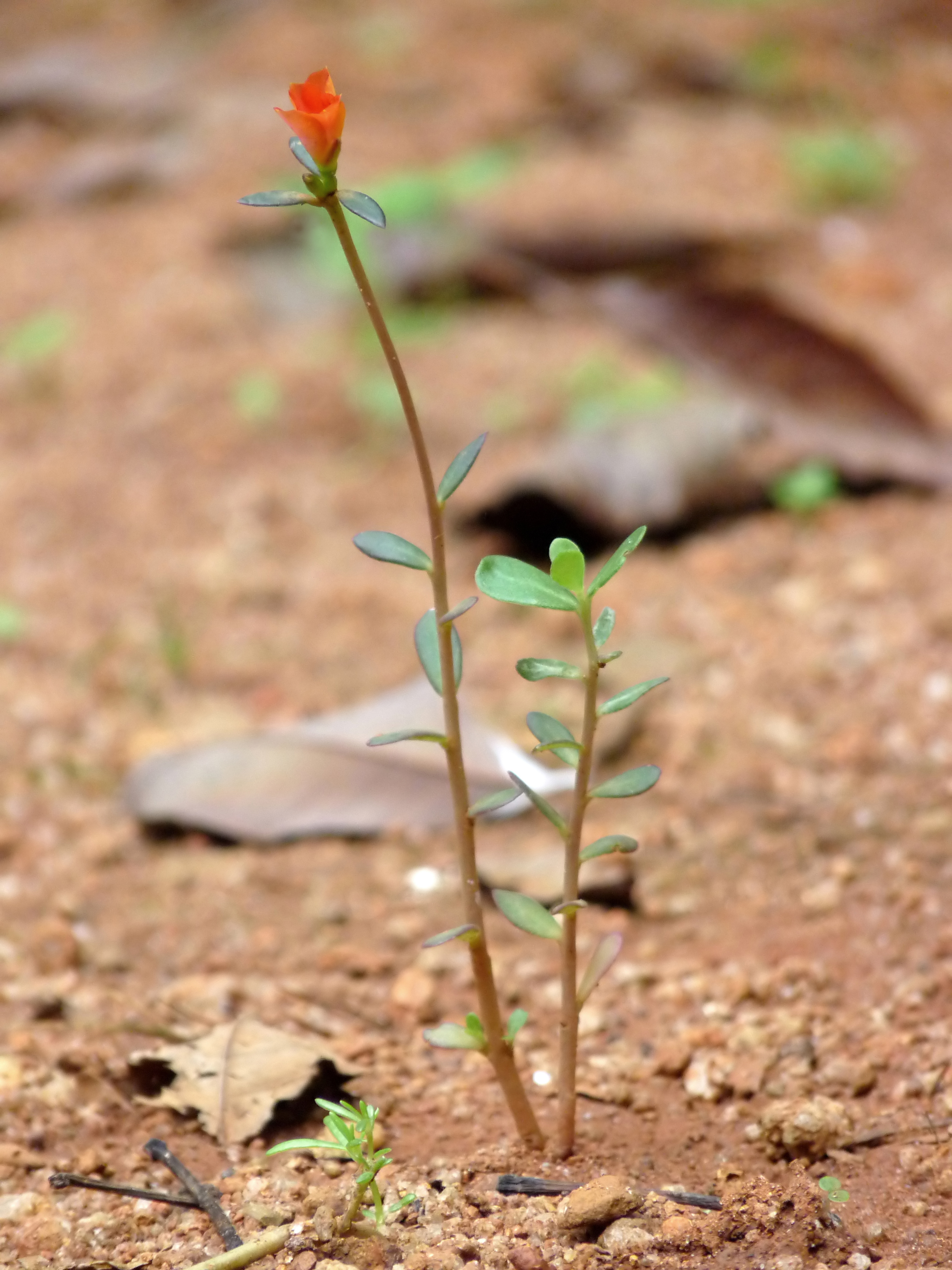
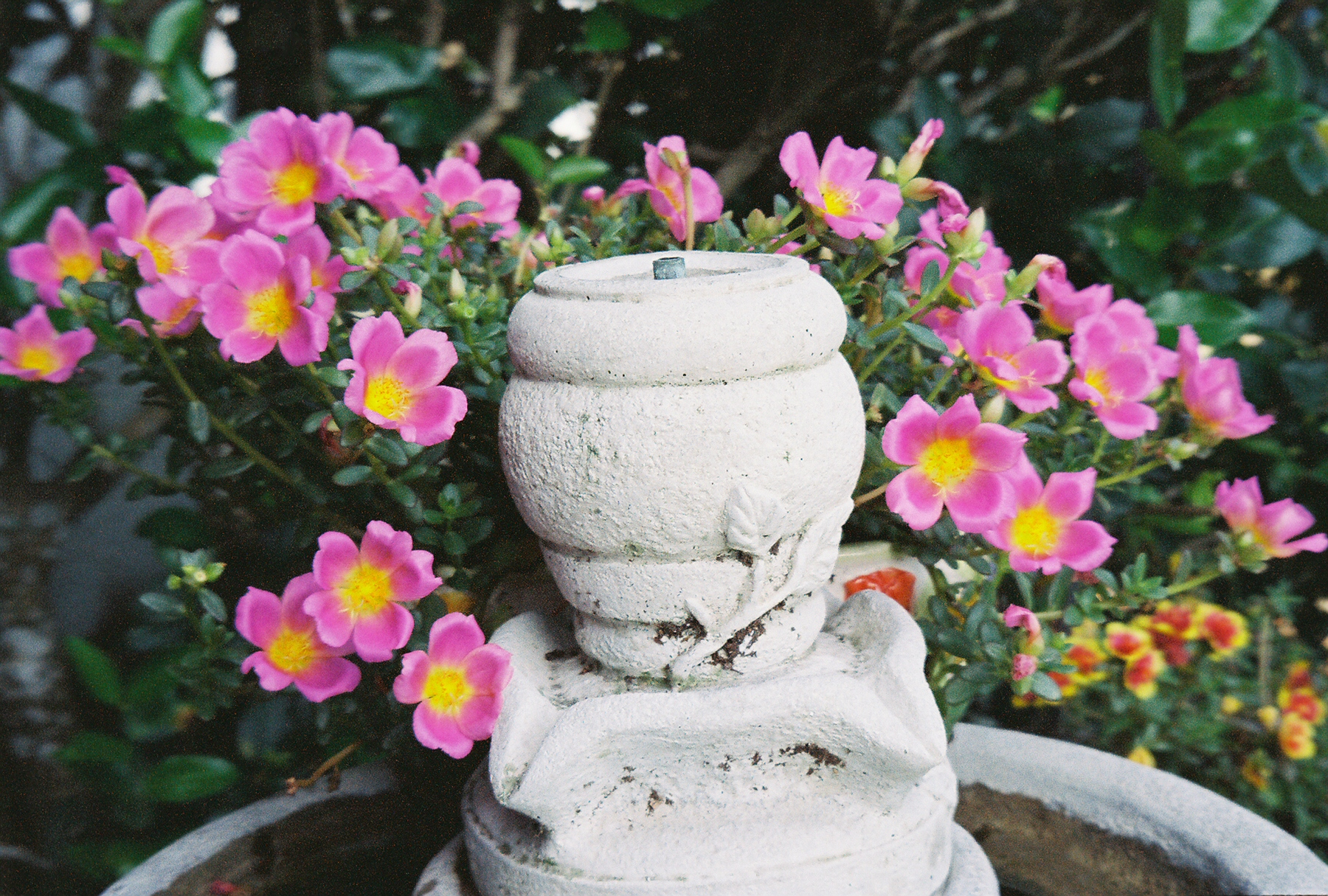

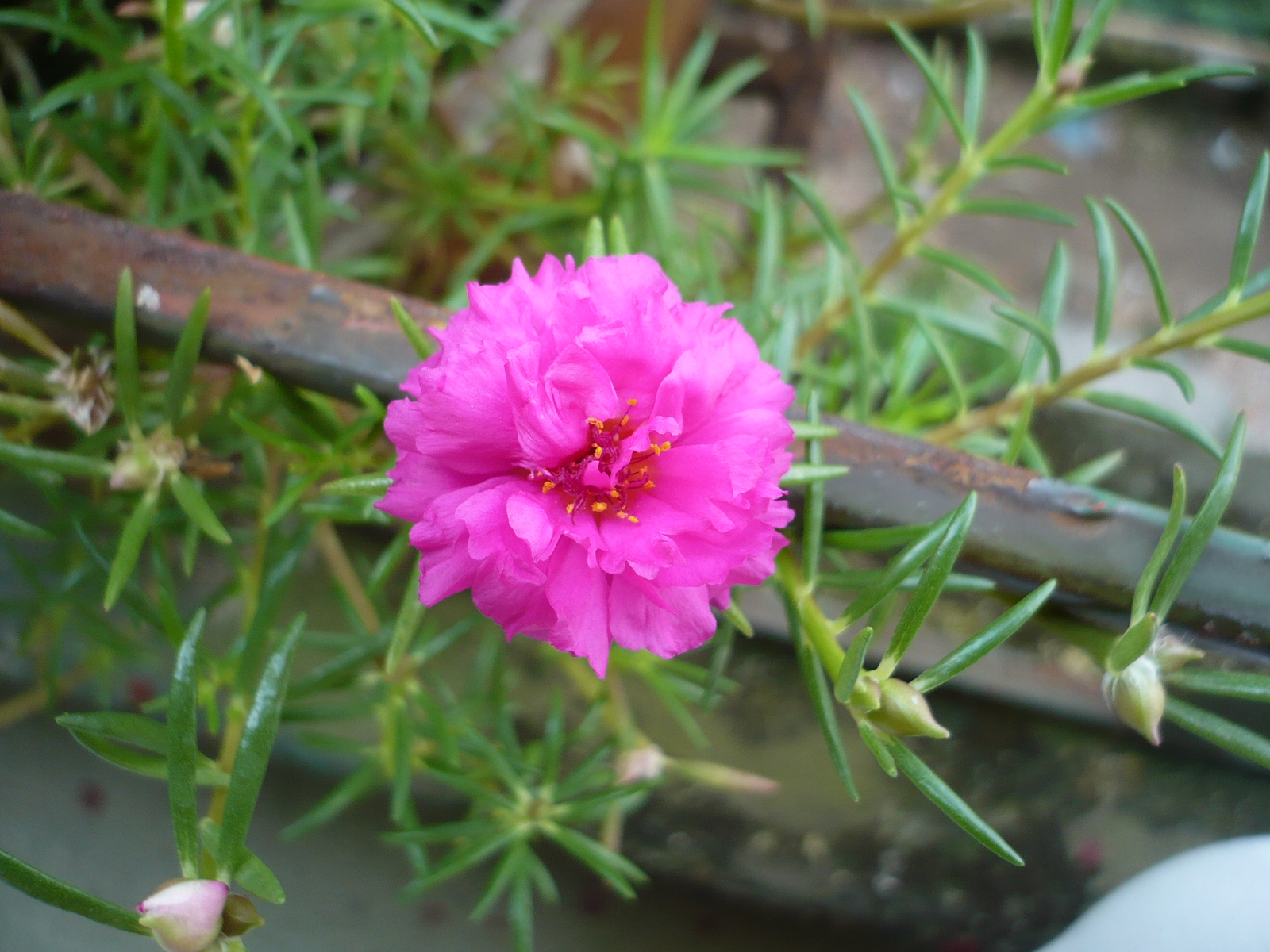
Hoa mười giờ trồng ở Việt Nam
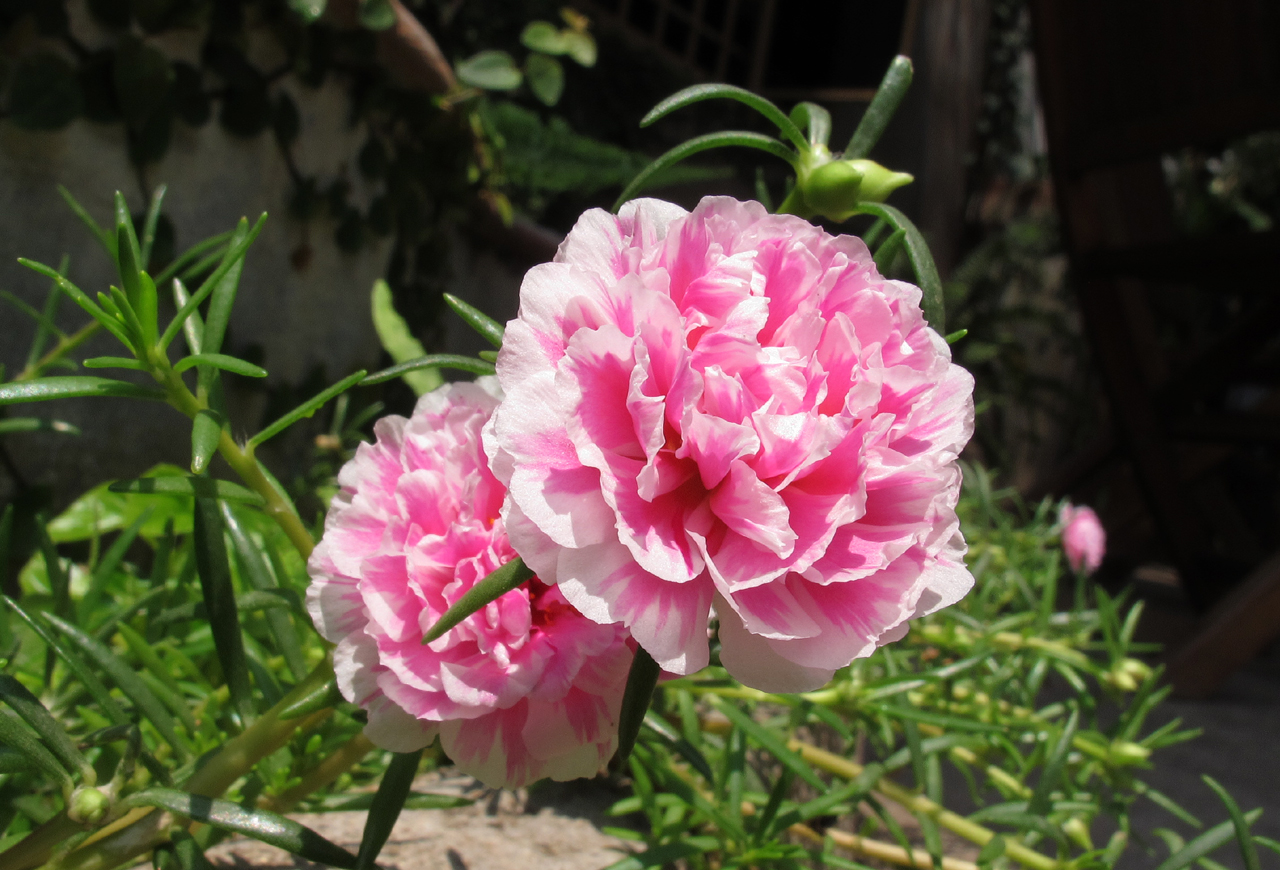
Hoa mười giờ